# Josef Trousílek
Josef Trousílek, češki hokejist, * 16. marec 1918, Praga, Češka, † 10. oktober 1990, Praga. 
Trousílek je igral za klube LTC Žižkov, HK Slavija Praga in LTC Praha v češkoslovaški ligi, v kateri je osvojil osem naslovov državnega prvaka. 
Za češkoslovaško reprezentanco igral na enih olimpijskih igrah, kjer je bil dobitnik srebrne medalje, ter več Svetovnih prvenstvih, kjer je bil dobitnik dveh zlatih medalj. Za reprezentanco je dosegel pet golov na 42-ih tekmah.
Leta 2010 je bil sprejet v Češki hokejski hram slavnih.